# Ічнянський молочно-консервний комбінат

Ічнянський молочно-консервний комбінат

«Ічнянський молочно-консервний комбінат» — велике підприємство харчової промсиловості України з потужним виробничим комплексом, розташованим у місті Ічні (районний центр Чернігівської області); науково-технічною базою, власною сировинною базою, власною системою національної дистрибуції продукції на території країни, об'єднаною у Торговий Дім «Наталка» (м. Київ), експортною командою, що забезпечує оптові поставки згущеного молока у близько 30 країн світу.
Підприємство (головні виробничі потужності) розташоване за адресою:
вул. Вишнева, буд. 4, м. Ічня—16703 (Чернігівська область, Україна).
Директор компанії — Валентин Анатолійович Запорощук.

## З історії підприємства
У березні 2007 року на базі недіючого Ічнянського заводу продтоварів свою діяльність — випуск згущеного молока, вершків, какао, кави розпочав ВАТ «Ічнянський молочно-консервний комбінат».
Найновіша технологія дозволяє Ічнянському молочно-консервному комбінату обходитися меншою чисельністю персоналу, економити витрати на енергоносії, що здешевлює продукцію та сприяє її конкурентоспроможності.
Незважаючи на фінансово-економічну кризу в країні, у 2008—09 роках компанія успішно розвивалась, реалізувала продукцію, розробляла та впроваджувала нові види продукції. Підприємство було одним з небагатьох українських виробників, які не скорочували обсяги виробництва, чиї виробничі потужності були завантажені повністю.
З 2007 по 2009 рік експорт ВАТ «Ічнянський молочно-консервний комбінат» зріс понад у 5 разів, і станом на 2009 рік експортний департамент ВАТ «Ічнянський молочно-консервний комбінат» здійснював оптову продаж згущеного молока в 28 держав світу з найширшою географією: СНД і колишні країни СРСР — Казахстан, Молдова, Вірменія, Грузія, Азербайджан, Киргизстан, Узбекистан, Таджикистан, Туркменістан, інші країни світу — США, ОАЕ, ПАР, Ізраїль, Непал, Афганістан, Монголія тощо.
Ічнянський молочно-консервний комбінат співробітничає з провідними українськими виробниками кондитерської продукції, постачає свою продукцію у найвідоміші торговельні мережі країни, періодичне організує великі PR-кампанії (в тому числі із залученням ТБ-реклами на провідних телеканалах), тому для рядових українців і продукція підприємства, і бренд «Ічня» на сьогодні є достатньо відомими.

## Якість продукції
Незалежний Центр Експертиз «ТЕСТ» неодноразово перевіряв якість товарів «Ічнянського молочно-консервного комбінату», та виявляв невідповідність фізико-хімічних показників:
- Тест за травень 2010 року: ідентифікація жиру показала 93 % немолочних жирів;[5]
- Тест за серпень 2011 року: ідентифікація жиру показала 85,5 % немолочних жирів;[6]
- Тест за листопад 2011 року: ідентифікація жиру показала 95 % немолочних жирів;[7]
- Тест за листопад 2012 року: наявність білого барвника діоксид титану E171, та синтетичного консерванту сорбінова кислота E200.[8]